# 적인걸: 음양미인도
《적인걸: 음양미인도》(陰陽美人館)는 중국에서 제작된 증경걸, 소석 감독의 2020년 무협, 판타지 영화이다. 미나 등이 주연으로 출연하였다.

## 출연

### 주연
- 미나
- 기성한

### 조연
- 왕신여
- 임사제
- 장운